# Evacuación
En su sentido más frecuente, evacuación,  se refiere a la acción o al efecto de retirar personas de un lugar determinado.
Normalmente sucede en emergencias causadas por desastres, ya sean naturales, o accidente o moisa también

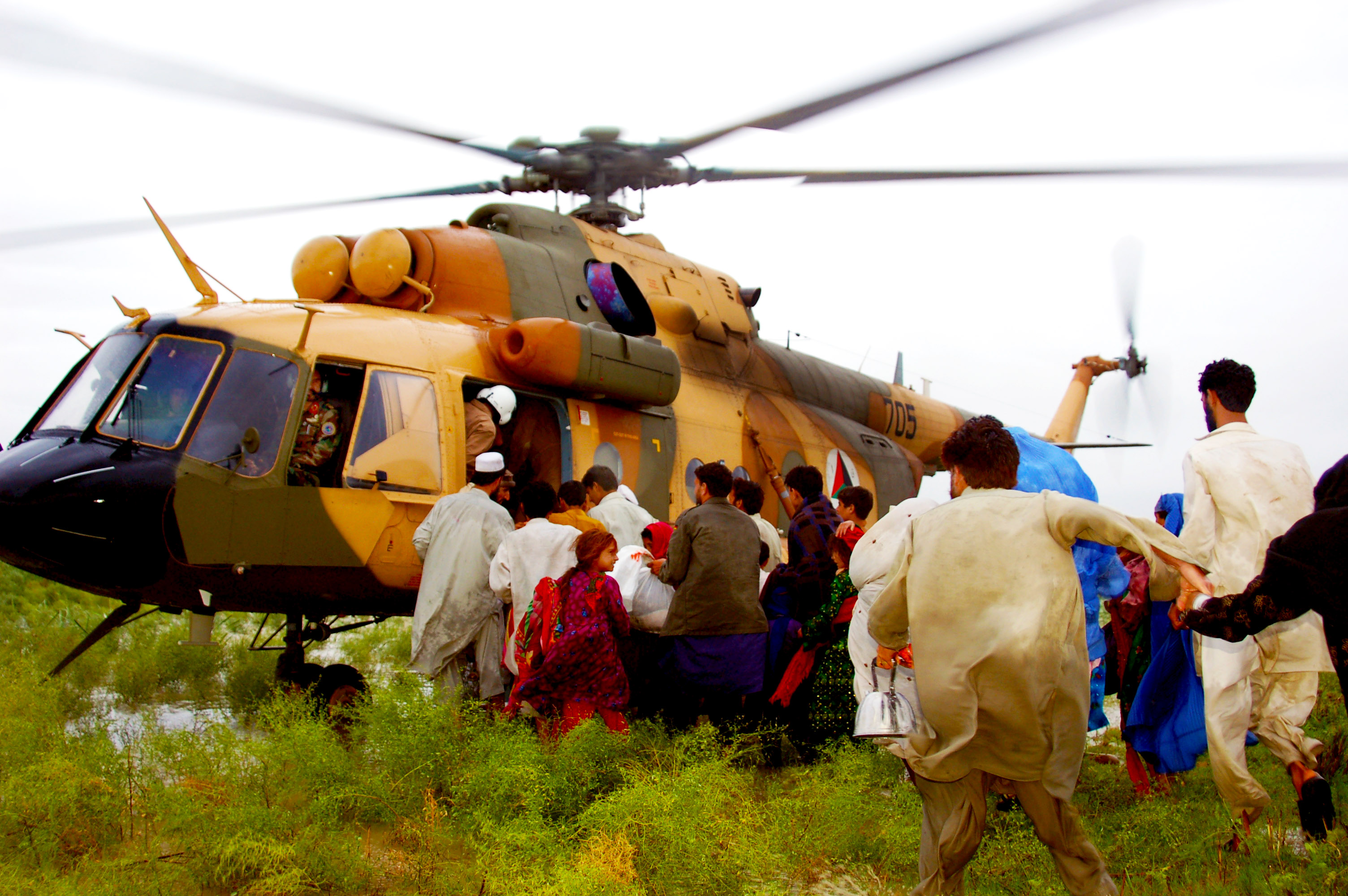
Evacuación en Afganistán en 2010 por riesgo de inundación

Una evacuación puede darse en diferentes escenarios y de diferentes maneras. La finalidad en cada uno es salvaguardar la integridad física de las personas involucradas. 
Los escenarios pueden variar dependiendo del tipo de problema que se presente y se pueden clasificar en dos grupos los cuales  podemos identificar:
- Escenarios causados de forma natural: Desbordamientos de ríos, deslaves de montañas, sismos, terremotos, maremotos, tornados, huracanes, incendios forestales, tsunamis, ciclones, riesgo de erupción de volcán, inundaciones, etc. En algunos casos las fuerzas de orden público pueden decretar la evacuación, para evitar poner en riesgo la vida de los habitantes así como de los socorristas.
- Escenarios donde interviene el ser humano: Guerras, enfermedades contagiosas, amenaza de bomba, ataques terroristas, volcadura de transporte con gasolina o algún material volátil, riesgo de explosión, incendios, catástrofes aéreas, siniestros automovilísticos, derrame de material radioactivo, explosiones, etc.

## Catástrofe

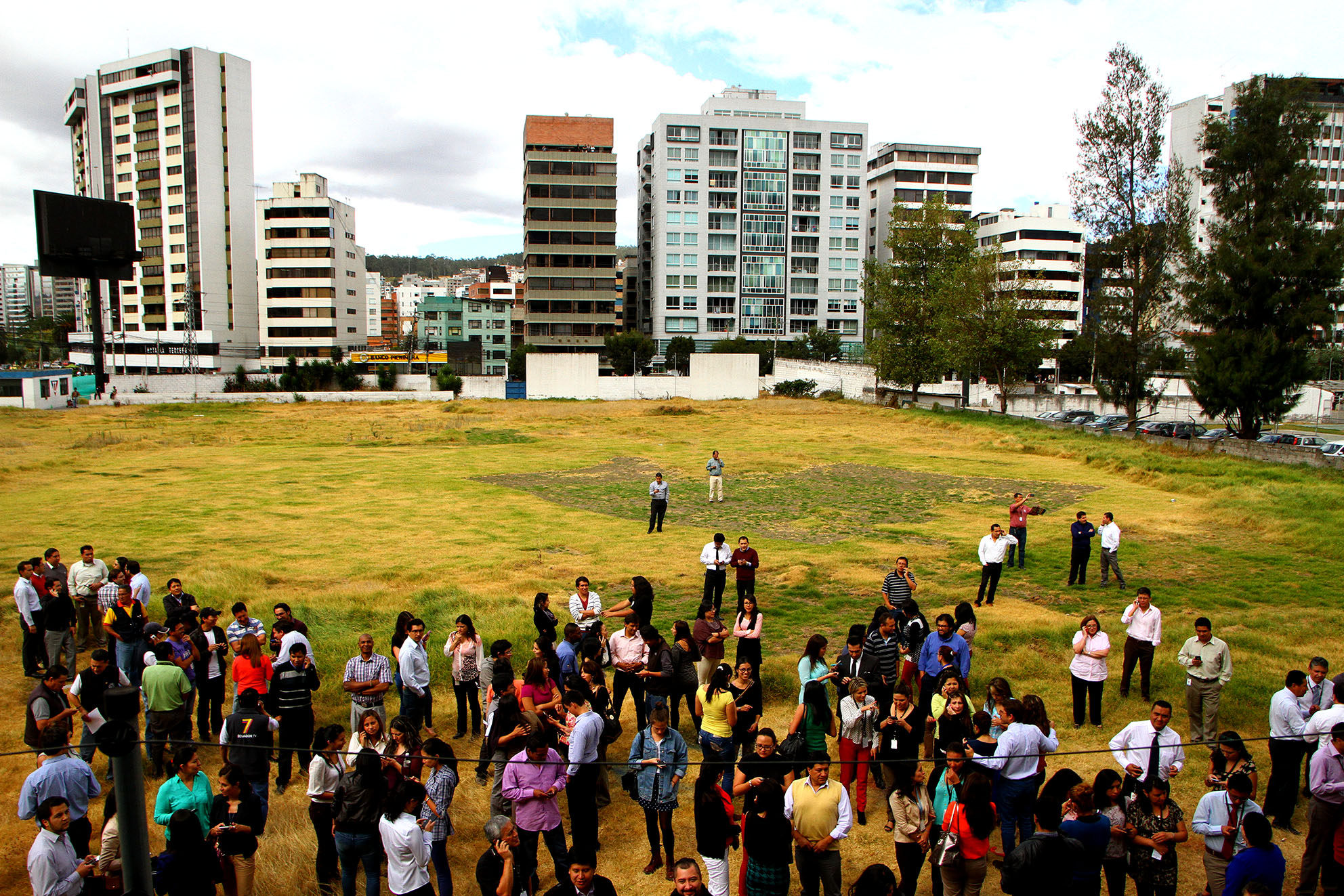
Evacuación de edificios en Quito tras un temblor de 5.2

Si una catástrofe es inminente, o bien peligrosamente probable, una evacuación permite salvar las vidas de quienes habiten la zona o, en un caso más general, quienes por un motivo u otro estén en dicho lugar. Los evacuados han de trasladarse a un sitio considerado seguro. Una catástrofe puede forzar una evacuación temporal o definitiva, dependiendo de la naturaleza de la misma.
En caso de que la catástrofe ya hubiese acontecido la evacuación a posterior pudiera realizarse debido a que la zona fuera inhabitable u hostil para la vida humana, o bien por temor a que tal episodio se repita incrementando el número de víctimas.

### Ejemplos
- La ciudad de Prípiat y Chernóbil fue evacuada después de que volara la tapa del reactor nuclear cercana a la ciudad.
- La ciudad de Santa Fe de la Vera Cruz fue parcialmente evacuada cuando el desborde del Río Salado inundó una considerable parte de la misma.
- El pueblo chileno de Riñihue, fue parcialmente evacuado tras la inundación más conocida como el Riñihuazo.
- México en el devastador terremoto de 1985. Con escala de Richter de 8.1 y con epicentro localizado en el Océano Pacífico frente a las costas de Michoacán. Dejó un saldo de 3.692 muertes.
- Estados Unidos 1925. Ocurrió en esta fecha el tornado de los tres estados. El tornado recorrió más de 350 km y fue uno muy fuerte. Miles de personas fueron evacuadas luego de haber perdido sus hogares.

## Guerra

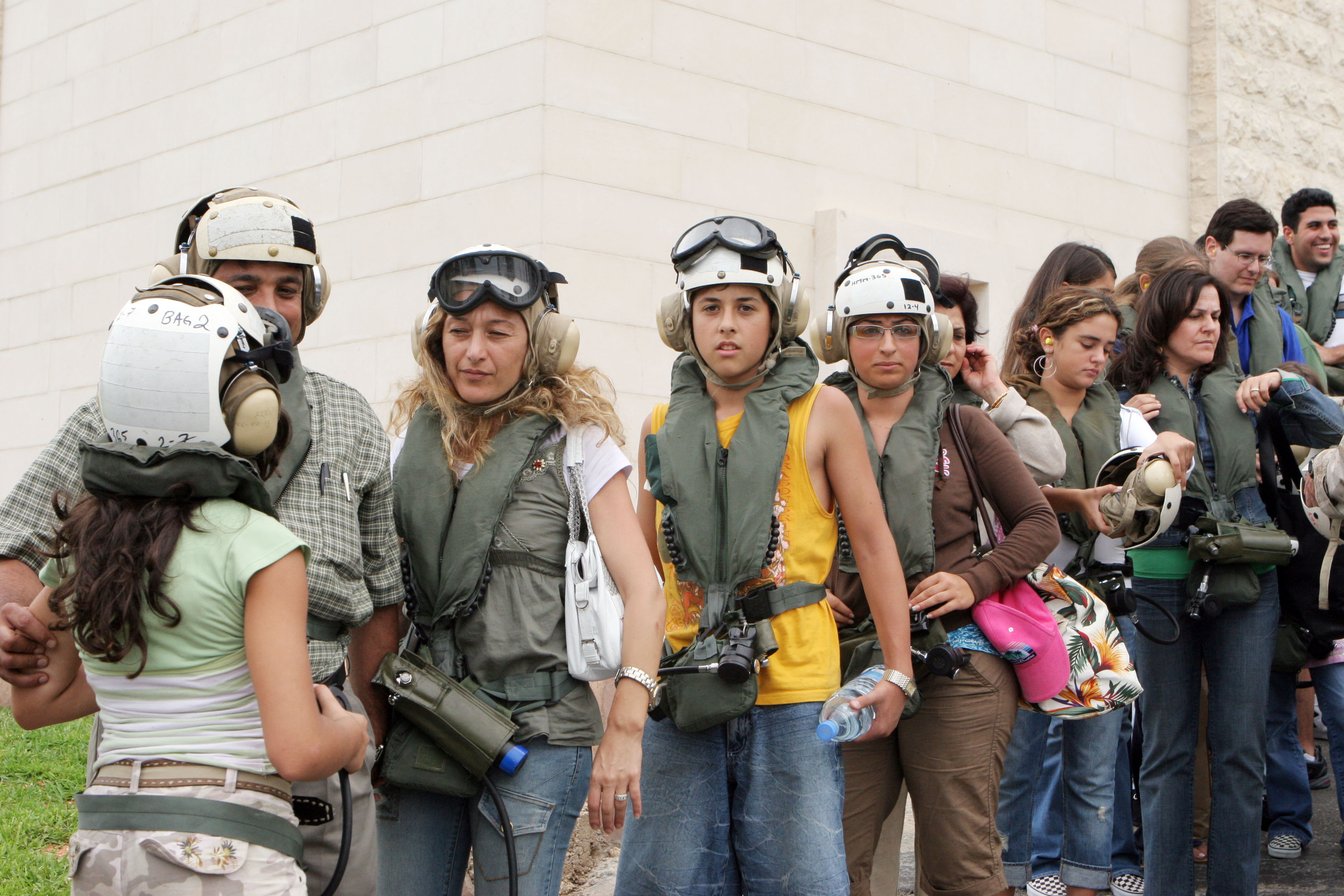
Evacuación de ciudadanos americanos de Líbano en 2006

A lo largo de la historia, muchas ciudades fueron evacuadas ante el inminente peligro de una invasión o ataque. También lo han sido las bases militares.  
Un puesto militar que queda en una posición indefendible (o bien, severamente comprometida) puede eventualmente ser evacuado con el fin de evitar las bajas civiles y militares que implicaría intentar defender la posición. 

### Ejemplos
- Tal fue el caso de Agrigento, en la Sicilia helénica, ante el sitio impuesto por las tropas de Cartago.
- En el Líbano, durante el año 2006, se evacuaron a casi todos los ciudadanos extranjeros debido a la actual situación de guerra con Israel.
- Atentados del 11 de septiembre de 2001 en Estados Unidos. Los atentados causaron más de 6.000 heridos y la muerte de 2.973 personas. Luego de las explosiones se desalojaron las personas sobrevivientes.

## Desastre naval

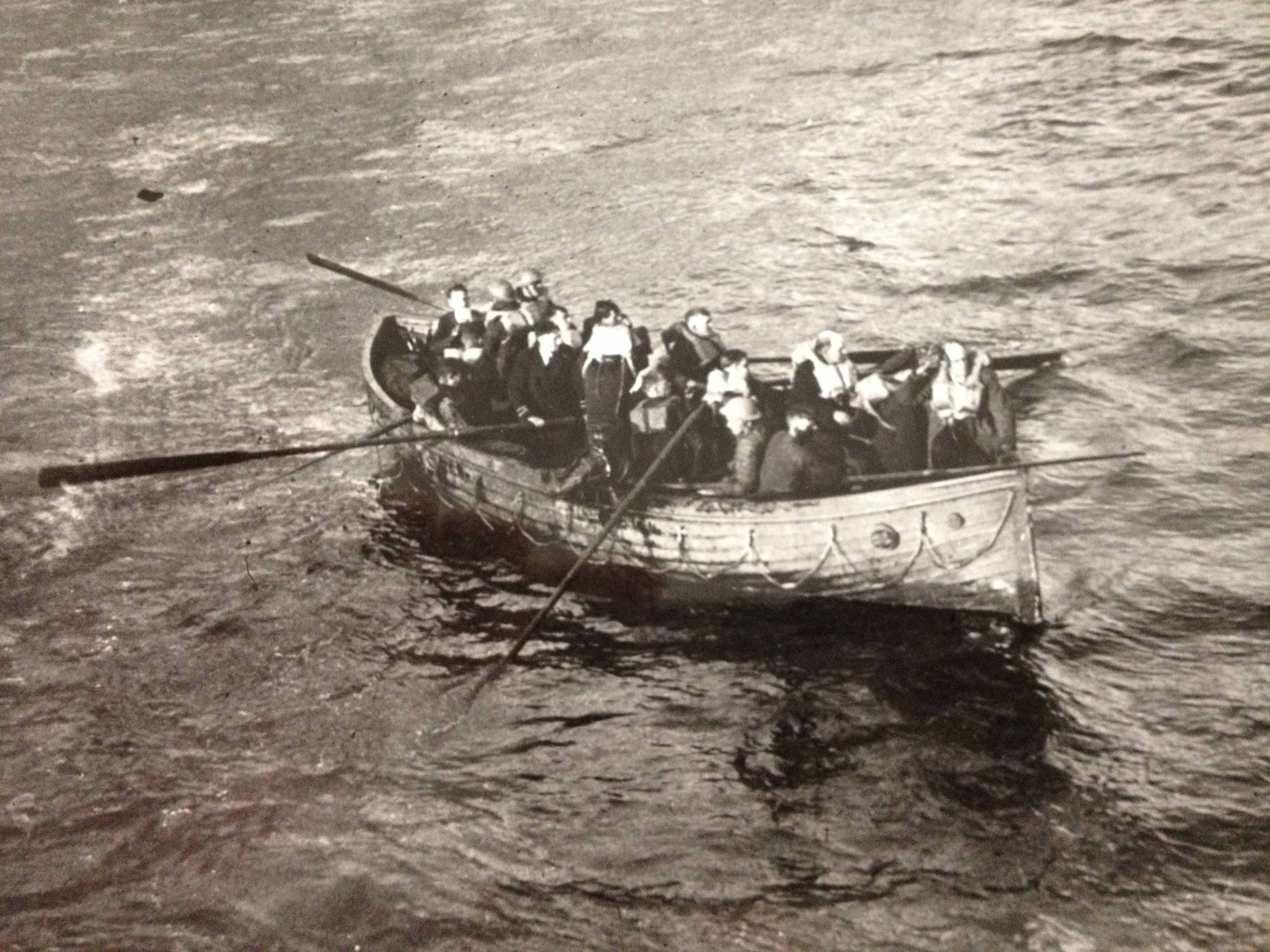
Evacuación de los supervivientes del navío Mona's Queen en 1940

Una nave cuyo casco ha recibido daños críticos o que, de una forma u otra, se enfrenta a un naufragio inminente, es evacuada utilizando los botes salvavidas u otros equipos diseñados especialmente para tal fin. Del mismo modo, las naves que poseen reactores nucleares, pueden ser evacuadas debido a accidentes con el mismo que pongan en riesgo la vida de la tripulación.

### Ejemplos
- El crucero ARA General Belgrano (Armada Argentina) fue evacuado, luego de que dos torpedos Mark 8-disparado desde el submarino atómico británico HMS Conqueror (S48)- impactasen y explotasen contra el casco provocando 323 muertes, y el hundimiento de dicho crucero.[6][7][8]